# Jallo Faber
Jalmari Jon Felix "Jallo" Faber, född 13 januari 1971 i Uppsala, är en svensk filmfotograf som gör långfilm och reklamfilm.

## Filmer (i urval)
- 2002 She is Dead
- 2004 Nyheter i Skärgården
- 2005 Köra Runt (kortfilm)
- 2006 Leila Khaled - Hijacker (dokumentär)
- 2006 Förortsungar
- 2010 Wallander – Arvet
- 2010 Wallander – Vålnaden
- 2011 Jägarna 2
- 2011 Tinker Tailor Soldier Spy (2nd unit)
- 2013 Pioneer
- 2014 Gentlemen
- 2015 James Bond Spectre (2nd Unit)
- 2016 Gentlemen & Gangsters
- 2018 Christine and the Queens: Girlfriend (feat Dam Funk)
- 2020 Cadaver
- 2021 Return of the Goat II: New World Order
- 2022 TROLL